# Jan Jiskoot
Jan Jiskoot, all'anagrafe Johannes Jiskoot (Dordrecht, 3 marzo 1940), è un ex nuotatore olandese.

## Carriera

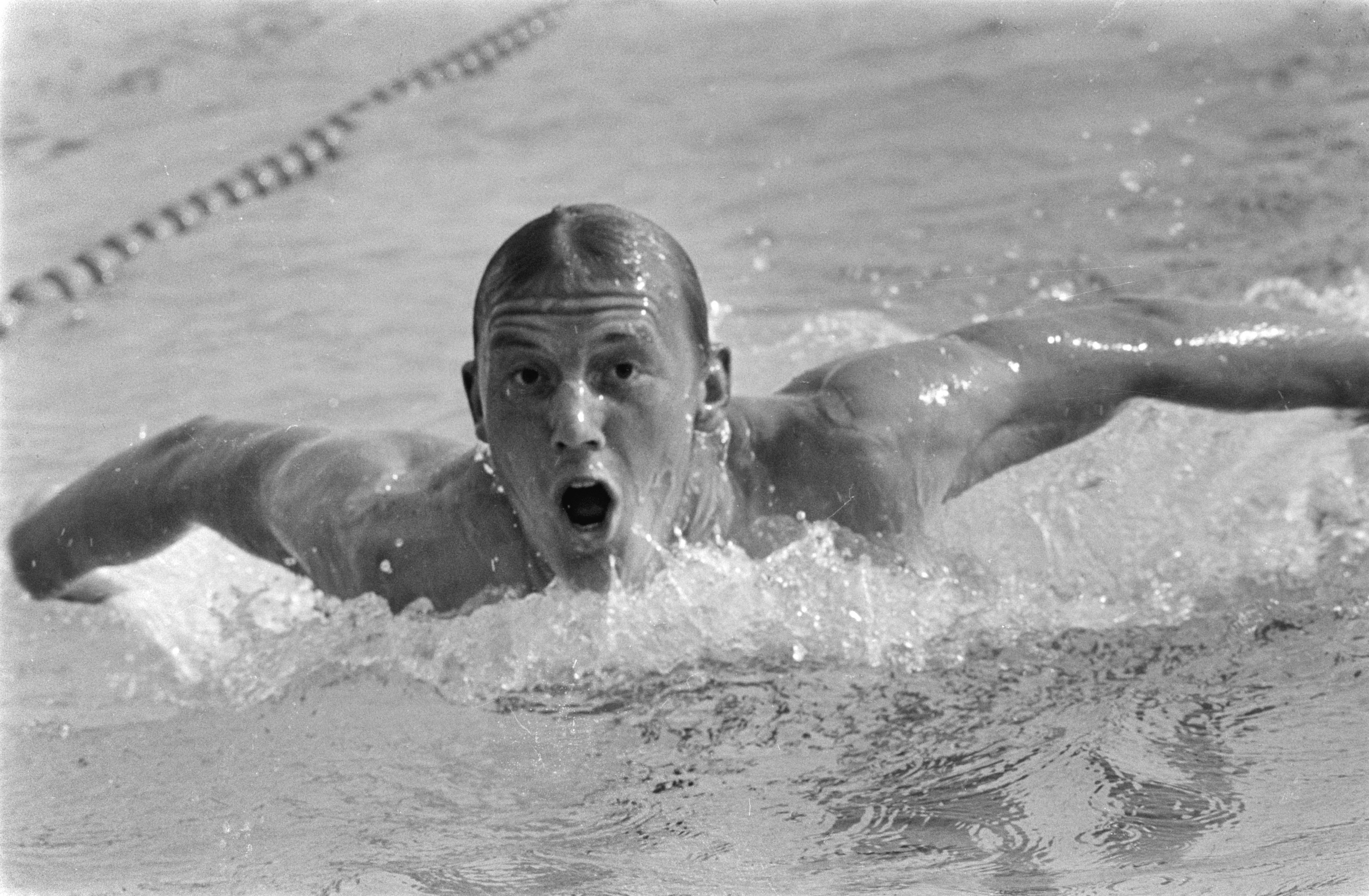
Jan Jiskoot nel 1966

In origine dorsista, nel corso della carriera Jiskoot si propose come un valido delfinista e mistista, raccogliendo svariati risultati a livello nazionale ed internazionale. A cavallo tra il 1960 e il 1966, stabilì 20 record in patria e fu campione nazionale in quattordici occasioni; la sua capacità di spaziare tra i vari stili di nuoto lo rese di fatto il nuotatore più versatile dei Paesi Bassi negli anni sessanta.
Nel 1960, all'età di vent'anni, prese parte alle Olimpiadi di Roma. In questa rassegna, non superò le batterie nella gara dei 100 m dorso ma raggiunse la finale in staffetta 4x100 misti, ottenendo l'ottava piazza insieme ai compagni Wieger Mensonides, Gerrit Korteweg e Ron Kroon.
Ai campionati europei di nuoto 1962, prese parte a tre gare vincendo due medaglie: un argento nei 400 m misti e un bronzo nella staffetta 4x100 misti (insieme a Jan Weeteling, Mensonides e Kroon), piazzandosi poi settimo nella staffetta 4x100 m stile libero.
Il 18 settembre del 1962, Jan Jiskoot divenne il primo nuotatore europeo ad abbattere il limite del minuto nei 100 metri farfalla, facendo registrare il tempo di 59"5.
Alle successive Olimpiadi di Tokyo, fu sesto nei 400 m misti, mancò invece l'accesso alla finale in tutte e tre le staffette (4x100 m stile, 4x200 m stile e 4x100 m misti).
Nel 1966 partecipò agli europei di casa gareggiando solo come staffettista nella 4x100 mista e piazzandosi al sesto posto.

## Palmarès
| Giochi olimpici          | 100 m dorso              | 400 m misti          | 4 × 100 m st. libero                   | 4 × 200 m st. libero                     | 4 × 100 m misti                         |
| 1960 Roma Italia         | 20º in batteria - 1'05"9 | ---                  | ---                                    | ---                                      | 8º - 4'18"2 frazione: 1'06"3            |
| 1964 Tokyo Giappone      | ---                      | 6º - 5'01"9          | 10º in batteria - 3'43"8 frazione 56"3 | 12º in batteria - 8'27"7 frazione 2'07"8 | 9º in batteria - 4'12"6 frazione 1'00"8 |
| Campionati europei       | 400 m misti              | 4 × 100 m st. libero | 4 × 100 m misti                        | ---                                      | ---                                     |
| 1962 Lipsia Germania Est | Argento: 5'05"5          | 7º - 3'49"8          | Bronzo: 4'10"9                         | ---                                      | ---                                     |
| 1966 Utrecht Paesi Bassi | ---                      | ---                  | 6º - 4'09"8                            | ---                                      | ---                                     |